# Eric van de Poele
Eric van de Poele (Verviers, 30 de setembro de 1961) é um ex-automobilista belga de Fórmula 1 que participou de 5 provas. Passou também pela extinta Grand Prix Masters.